# 诺埃尔·克拉夫
诺埃尔·克拉夫（英語：Noel Clough，1937年4月25日—），澳大利亚男子田径运动员，主攻中距离赛跑。他曾代表澳大利亚参加1966年大英帝国和英联邦运动会田径比赛，获得一枚金牌。